# Sombrun
Sombrun ist eine französische Gemeinde mit 198 Einwohnern (Stand 1. Januar 2022) im Département Hautes-Pyrénées in der Region Okzitanien. Sie gehört zum Arrondissement Tarbes und zum Kanton Val d’Adour-Rustan-Madiranais. 

## Lage
Die Gemeinde wird vom Fluss Layza und seinem Zufluss Lagelette durchquert.
Sie ist umgeben von folgenden Nachbargemeinden:
| Lascazères       | Villefranque                                | Estirac     |
| Moncaup          | Kompassrose, die auf Nachbargemeinden zeigt |             |
| Lahitte-Toupière |                                             | Maubourguet |

## Bevölkerungsentwicklung
| Jahr                      | 1962 | 1968 | 1975 | 1982 | 1990 | 1999 | 2008 | 2016 |
| ------------------------- | ---- | ---- | ---- | ---- | ---- | ---- | ---- | ---- |
| Einwohner                 | 258  | 240  | 241  | 232  | 229  | 237  | 211  | 207  |
| Quelle: Cassini und INSEE |      |      |      |      |      |      |      |      |